# Hôtel de Lestrade (rue de la Sagesse, Périgueux)
Pour les articles homonymes, voir Hôtel de Lestrade.
L'hôtel de Lestrade (ou maison Lajaubertie, ou maison La Joubertie) est un hôtel particulier français implanté à Périgueux dans le département de la Dordogne, en région Nouvelle-Aquitaine. Il a été édifié au XVIe siècle.
Il ne faut pas le confondre avec un autre hôtel particulier portant le même nom, également situé à Périgueux, au 5 rue Romaine.

## Présentation
L'hôtel de Lestrade se situe en Périgord, au centre du département de la Dordogne, dans le secteur sauvegardé du centre-ville de Périgueux, en rive droite de l'Isle. C'est une propriété privée sise 1 rue de la Sagesse et 11 place du Coderc.

## Histoire
La construction de l'hôtel de Lestrade remonte au XVIe siècle. Son nom se réfère à la famille Lestrade de la Cousse qui l'a occupé. Il porte également le nom de maison Lajaubertie ou maison La Joubertie, d'après une autre famille, les Chabrier de la Joubertie.
Le 31 mars 1928, son escalier Renaissance est inscrit au titre des monuments historiques, avant d'être classé le 27 juin 2005, l'hôtel étant entre-temps inscrit en intégralité le 20 novembre 2003.

## Architecture
Le principal élément remarquable de la demeure est son escalier Renaissance en pierre de plan carré, avec un vide central délimité par quatre colonnes. Au rez-de-chaussée et au premier étage ainsi qu'aux paliers intermédiaires, les plafonds à caissons de l'escalier sont ornés de sculptures en bas-relief, la plus notable représentant Vénus et Éros. Le caisson central du premier étage est orné d'un H et d'un S entremêlés, correspondant aux familles d'Hautefort et de Solminihac.

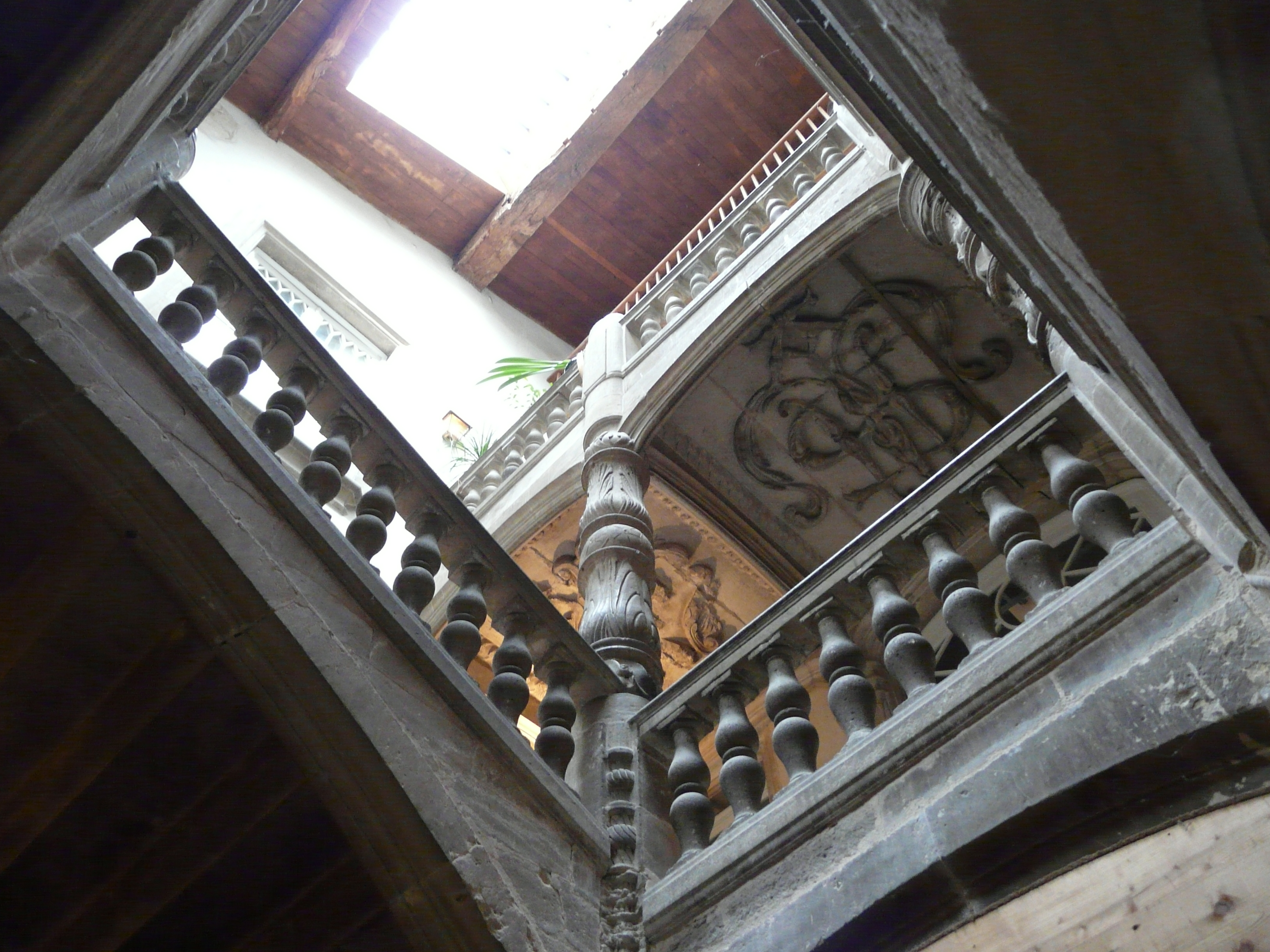
Le vide central de l'escalier Renaissance.
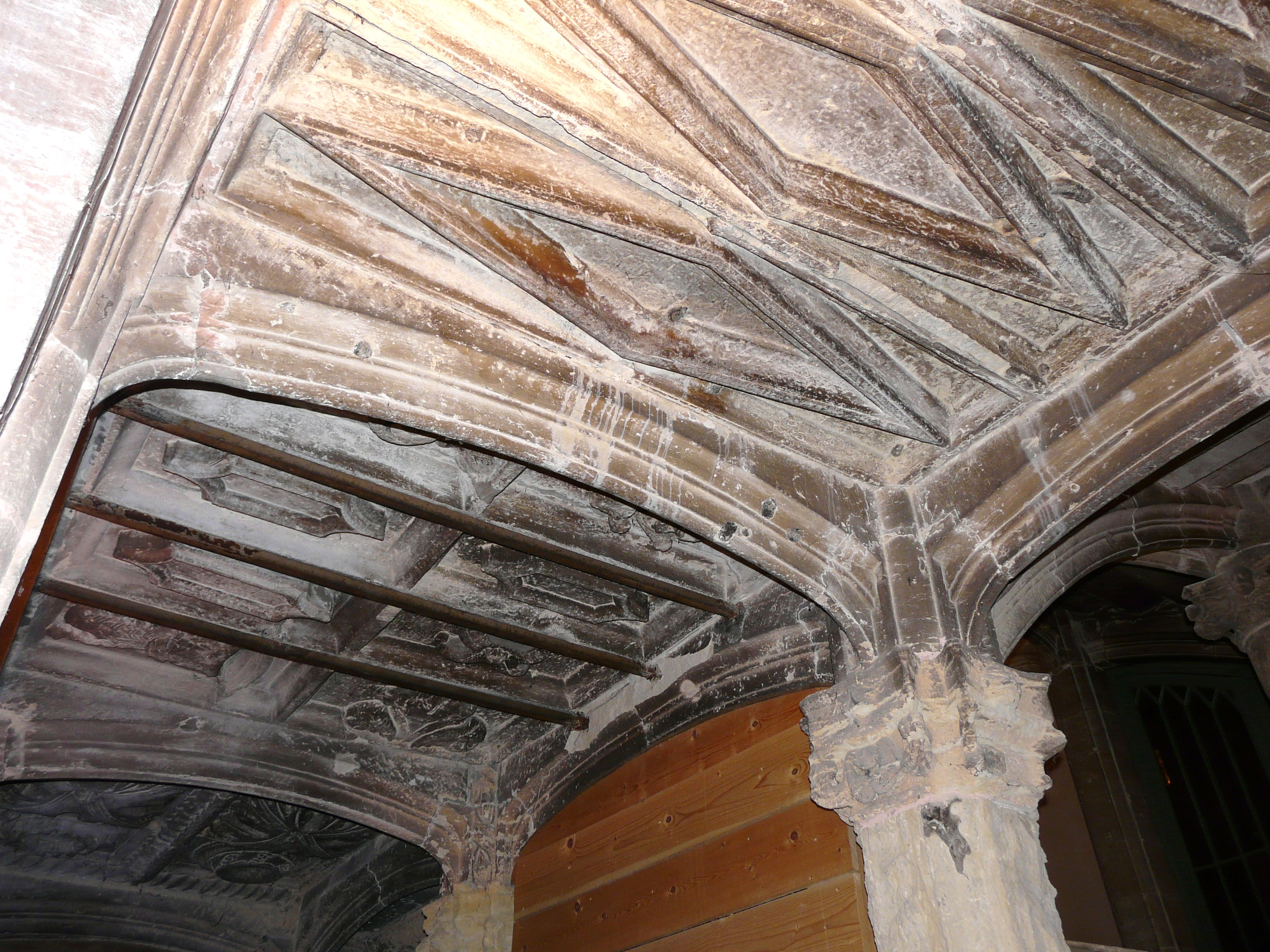
Plafonds du rez-de-chaussée.
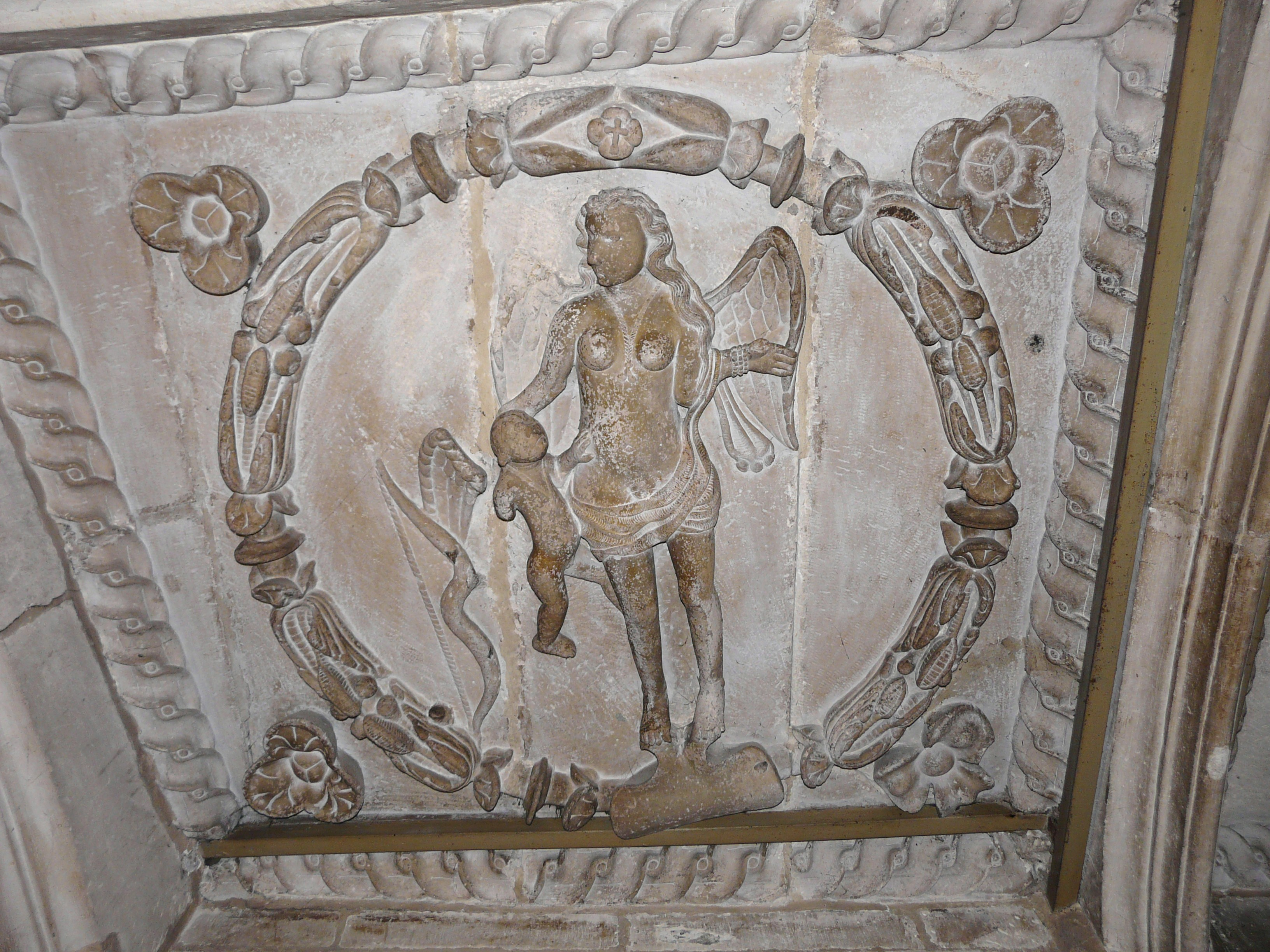
Plafond du premier étage : Éros et Vénus.
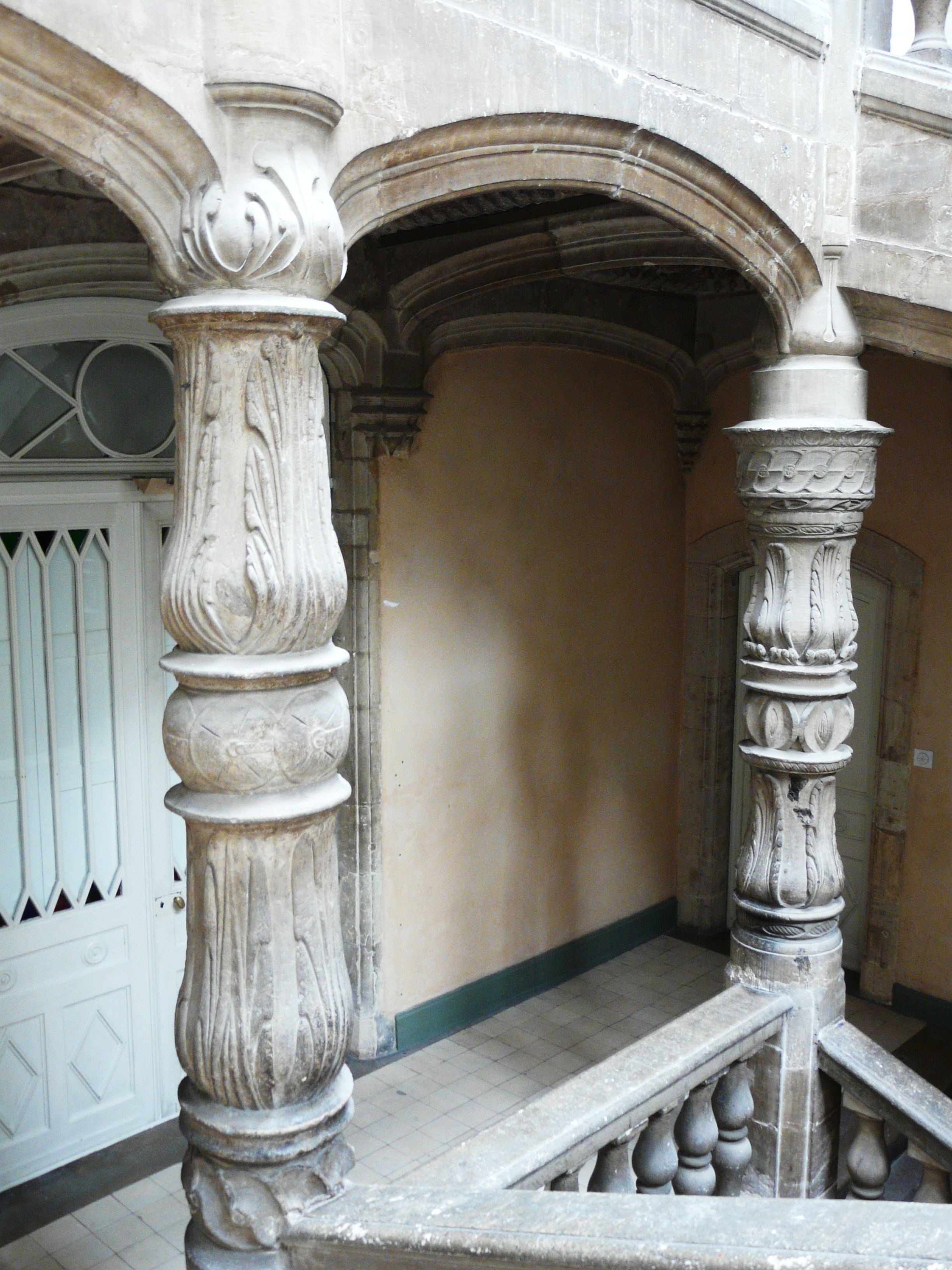
Les colonnes au premier étage.